# Правда Севера
Правда Севера — областная газета в Архангельской области.
Выходит еженедельно форматом А3, объём 24 страницы. Тираж: 20 тысяч экземпляров. Тематика газеты — освещение событий в Архангельской области, аналитика и комментарии, обзор социальных вопросов и экономики, событий культурной и спортивной жизни.
Газета зарегистрирована Федеральной службой по надзору в сфере связи, информационных технологий и массовых коммуникаций (Роскомнадзор). Свидетельство о регистрации СМИ: ПИ № ФС77-67640 от 10 ноября 2016 года.
Приложения: «Парламентский вестник».

## История
Издается с 1 апреля 1917 года (19 марта со старому стилю). Ранее носила названия «Известия Архангельского Совета рабочих и солдатских депутатов» и «Волна».

### Изъятие из продажи в киосках «Роспечать» в 2010 году
По сообщению редакции газеты «Правда Севера» 28 мая 2010 года, в среду, из киосков Сети «Роспечать» был изъят свежий выпуск газеты. В тот же день из МУП «Роспечать» пришло предупреждение о расторжении договора на распространение «ПС». По информации издания, скорее всего данные события связаны с критикой в адрес мэра — Павленко В. Н., который, мог дать негласное распоряжение, так как «Роспечать» является муниципальным предприятием. Редакция обвинила мэра в препятствовании распространению информации. На МУП «Роспечать» «Правда севера» подала жалобу в антимонопольный комитет.

### 2016 год
19 февраля 2016 года из печати не вышел очередной номер старейшей архангельской областной газеты «Правда Севера». Выход газеты приостановлен.

### Возобновление выпуска газеты
После почти полугодового перерыва, 17 августа 2016 года свет увидел свежий номер «Правды Севера». Газета резко сменила тактику распространения, пришла к новому графику выходов: один раз в две недели (позднее график выходов был изменён). Возобновилась почтовая, редакционная и корпоративная подписка. Газета кардинально изменила дизайн, сменился логотип. Главным редактором издания стал Денис Горин. Редактором газеты, как и до перерыва, осталась Светлана Лойченко.

### 100-летие газеты
Свой вековой юбилей «Правда Севера» отмечала 16 мая 2017 года. В этот день в большом зале Архангельского театра драмы имени М. В. Ломоносова состоялся большой торжественный вечер, в ходе которого коллектив газеты принимал поздравления и награды, ответственные лица их вручили, творческие коллективы исполнили свои номера.
К столетию газеты были приурочены и другие тематические мероприятия: были организованы выставки, в эфире телевизионного канала «Правда Севера» был показан цикл передач, посвящённый истории газеты, соответствующая рубрика появилась в самой газете, был напечатан второй тираж книги Сергея Доморощенова и Альберта Новосёлова «Наша главная газета», посвящённый «Правде Севера».

### 2018 год
С начала 2018 года и по текущий момент газета вновь изменила график выходов. Свежие выпуски выходят еженедельно, при этом до 24 страниц сократилась полосность. Восемь страниц, содержащих телепрограмму и несколько других материалов, выходят в чёрно-белом варианте.

### Награды
В 1968 году газета была награждена орденом Трудового Красного Знамени.
В 2018 году победы удостоилась статья Натальи Парахневич в номинации «Жизнь без барьеров» конкурса «Инвалид и общество».